# Wolfram Nagel
Wolfram Nagel (* 23. Oktober 1923 in Berlin; † 14. November 2019 ebenda) war ein deutscher Vorderasiatischer Archäologe.
Wolfram Nagel studierte nach dem Kriegsdienst und Kriegsgefangenschaft (1942 bis 1946) von 1948 bis 1954 an der Freien Universität Berlin Vorderasiatische Altertumskunde, Altorientalische Philologie und Klassische Archäologie, wo er 1954 als einer der ersten Studenten in diesem Fach an der Universität bei Anton Moortgat promoviert wurde. 1955/56 erhielt er das Reisestipendium des Deutschen Archäologischen Instituts. Von 1957 bis 1971 war er am Museum für Vor- und Frühgeschichte in Berlin tätig, zuletzt als Oberkustos. 1966 habilitierte er sich an der Universität Köln für Vorderasiatische Altertumskunde. Er erhielt 1971 die neu eingerichtete Professur für Vorderasiatische Altertumskunde am Archäologischen Institut der Universität zu Köln und lehrte dort als Professor bis 1989 Vorderasiatische Archäologie. Nagel war mit der Vorderasiatischen Archäologin Eva Strommenger verheiratet.

## Schriften (Auswahl)
- Giyān, Tepe. In: Reallexikon der Assyriologie und Vorderasiatischen Archäologie. Band 3 (1957–1971), S. 405–407.
- Altorientalisches Kunsthandwerk. De Gruyter, Berlin 1963.
- Der mesopotamische Streitwagen und seine Entwicklung im ostmediterranen Bereich. Hessling, Berlin 1966.
- Ninus und Semiramis in Sage und Geschichte: iranische Staaten und Reiternomaden vor Darius. Wissenschaftsverlag Spiess, Berlin 1982, ISBN 3-88435-062-5.
- mit Eva Strommenger: Kalakent. Früheisenzeitliche Grabfunde aus dem transkaukasischen Gebiet von Kirovabad, Jelisavetopol. Wissenschaftsverlag Spiess, Berlin 1985, ISBN 3-89166-002-2.
- mit Eva Strommenger und Christian Eder: Von Gudea bis Hammurapi. Grundzüge der Kunst und Geschichte in Altvorderasien. Böhlau, Köln 2005, ISBN 3-412-14304-9.
- mit Eva Strommenger und Christian Eder: Archaische Wagen in Vorderasien und Indien. Bauweise und Nutzung. Reimer Verlag, Berlin 2017, ISBN 978-3-496-01568-0.